# Psychedelic Jungle
Psychedelic Jungle è il secondo album della band garage punk americana Cramps. Fu pubblicato dalla I.R.S. Records. Questo disco fu il primo ad essere autoprodotto dalla band. Le canzoni dell'album furono registrate nel gennaio del 1981 agli AGM Studios. La foto usata nella copertina fu scattata dal noto fotografo Anton Corbijn.

## Tracce
Tutte le tracce sono accreditate come "Interior/Rorschach", eccetto dove indicato.
- Lato A

1. Greenfuz (Alrey, Dale) – 2:09
2. Goo Goo Muck (Ronnie Cook) – 3:06
3. Rockin' Bones (A.P. Carter, Nalls, Jack Rhodes) – 2:48
4. Voodoo Idol – 3:39
5. Primitive (Groupies, Steve Venet) – 3:32
6. Caveman – 3:51
7. The Crusher (Bob Nolan) – 1:47

- Lato B

1. Don't Eat Stuff off the Sidewalk – 2:04
2. Can't Find My Mind – 3:01
3. Jungle Hop (Kip Tyler) – 2:07
4. Natives Are Restless – 3:00
5. Under the Wires – 2:44
6. Beautiful Gardens – 3:59
7. Green Door (Bob Davie, Marvin Moore) – 2:35

## Formazione
- Lux Interior - voce
- Poison Ivy Rorschach - chitarra
- Kid Congo Powers - chitarra
- Nick Knox - batteria